# Maria Walpole
Maria, duquesa de Gloucester y Edimburgo nacida Maria Walpole (10 de julio de 1736-22 de agosto de 1807) fue la condesa Waldegrave de 1759 a 1766 como la esposa de James Waldegrave, segundo conde de Waldegrave, y miembro de la familia real británica desde 1766 como la esposa del príncipe Guillermo Enrique, duque de Gloucester y Edimburgo.
En 1826, la calle Hogmore Lane de Londres fue renombrada como Gloucester Road en su honor luego de que ella se mudará y construyera una casa en dicha calle en 1805.

## Primeros años
Maria Walpole era la hija ilegítima de Sir Edward Walpole y Dorothy Clement. Su abuelo fue Robert Walpole, conde de Orford, considerado el primer primer ministro del Reino Unido (1721-1741). Creció en Frogmore House en Windsor, pero sus padres no estaban casados y su estatus ilegítimo obstaculizó su posición social a pesar de sus conexiones familiares.

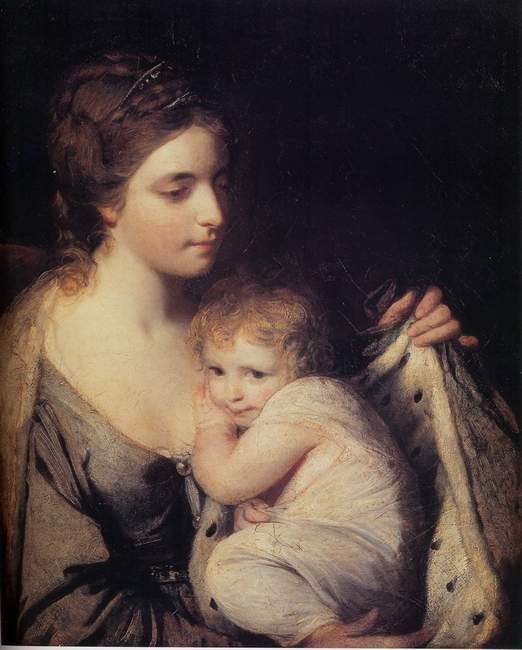
María y su hija Elizabeth por Sir Joshua Reynolds, 1761.

## Condesa Waldegrave
El 15 de mayo de 1759 se casó con James Waldegrave, segundo conde de Waldegrave. El conde Waldegrave murió el 28 de abril de 1763. Tuvieron tres hijas:
- Lady Elizabeth Waldegrave (1760-1816) que se casó con su primo hermano paterno, el cuarto conde Waldegrave
- Lady Charlotte Waldegrave (1761-1808) que se casó con el futuro cuarto duque de Grafton.
- Lady Anna Waldegrave (1762-1801) que se casó con Hugh Seymour, hijo del primer marqués de Hertford. Anna y Hugh eran los bisabuelos de Charles Spencer, sexto conde Spencer, que fue el bisabuelo de Diana de Gales.

Hay un retrato de María de 1764-1765, poco después de enviudar, pintado por Joshua Reynolds, en la Galería de Arte Pública de Dunedin. También le encargó en 1780 que pintara The Ladies Waldegrave, un retrato grupal de ella y sus tres hijas Waldegrave.

## Duquesa de Gloucester

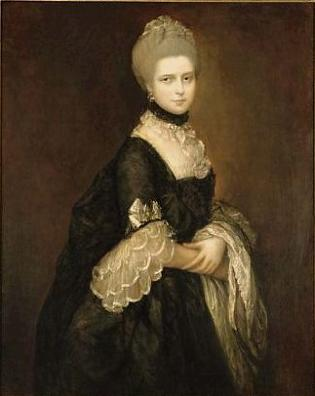
Maria (de luto), de Gainsborough.

El 6 de septiembre de 1766 se casó con el príncipe Guillermo Enrique, duque de Gloucester y Edimburgo, en su casa de Pall Mall, Londres. El duque era hermano del rey Jorge III. El matrimonio se llevó a cabo en secreto, ya que la familia real británica no habría aprobado un matrimonio entre un príncipe y una viuda de rango no real y nacimiento ilegítimo. Vivían en St Leonard's Hill en Clewer, cerca de Windsor, y tuvieron tres hijos.
- Princesa Sofía de Gloucester (1773-1844)
- Princesa Carolina de Gloucester (1774-1775)
- Príncipe Guillermo Federico, duque de Gloucester y Edimburgo (1776-1834)

El matrimonio con una plebeya del otro hermano del duque, el duque de Cumberland, llevó a la aprobación de la Ley de Matrimonios Reales de 1772, que requería que todos los descendientes de Jorge II buscaran la aprobación del soberano antes del matrimonio. Sólo en septiembre de 1772, cinco meses después de la aprobación de la ley, el rey se enteró del matrimonio del príncipe William con María. Como las disposiciones de la ley no se podían aplicar retroactivamente, el matrimonio de María y el duque se consideró válido. Sin embargo, debido a la ira de su cuñado por el matrimonio, nunca fue recibida en la corte.
La princesa Carolina murió a los nueve meses después de una vacuna contra la viruela, destinada a protegerla de la enfermedad.